# Gmina Varbla
Gmina Varbla (est. Varbla vald) – gmina wiejska w Estonii, w prowincji Parnawa.  W 2017 roku gmina Varbla, gmina Hanila, gmina Koonga oraz gmina Lihula zostały połączone w gminę Lääneranna.
W skład gminy wchodziło:
- 40 wsi: Allika, Aruküla, Helmküla, Haapsi, Hõbesalu, Kadaka, Kanamardi, Kidise, Kilgi, Koeri, Korju, Kulli, Käru, Maade, Matsi, Mereäärse, Muriste, Mõtsu, Mäliküla, Nõmme, Paadrema, Paatsalu, Piha, Raespa, Raheste, Rannaküla, Rauksi, Rädi, Saare, Saulepi, Selja, Sookalda, Tamba, Tiilima, Tõusi, Täpsi, Vaiste, Varbla, Õhu, Ännikse.